# Digitalis purpurea subsp. amandiana
Digitalis purpurea subsp. amandiana é uma subespécie de planta com flor pertencente à família Scrophulariaceae. 
A autoridade científica da subespécie é (Samp.) Hinz, tendo sido publicada em Candollea 45: 168. 1990.

## Portugal
Trata-se de uma subespécie presente no território português, nomeadamente em Portugal Continental.
Em termos de naturalidade é endémica da região atrás referida.

## Protecção
Não se encontra protegida por legislação portuguesa ou da Comunidade Europeia.